# Paralipsis
La paralipsis (del griego παρὰ, pará, a un lado; y λείπειν, leípein, ‘dejar’) o praeteritio, preterición (del latín praetereo, ‘dejar atrás’) o pretermisión es una figura retórica, englobada dentro de las figuras oblicuas, que consiste en declarar que se omite o pasa por alto algo, cuando de hecho se aprovecha la ocasión para llamar la atención sobre ello. Se introduce a menudo mediante expresiones como «por no mencionar» o «sin hablar de».

## Ejemplos
- In Asiam vero postquam venit, quid ego adventus istius prandia, cenas, equos muneraque commemorem? («Finalmente arribó a Asia, pero no veo razón para rememorar los festines de día y noche, ni los caballos y obsequios que lo recibieron»; Cicerón, Actionis in C. Verrem Secundae, 1, 49).
- Quod ego praetermitto et facile patior sileri, ne in hac civitate tanti facinoris inmanitas aut extitisse aut non vindicata esse videatur Praetermitto ruinas fortunarum tuarum, quas omnis inpendere tibi proxumis Idibus senties («Maldad que callo y de buen grado consiento quede ignorada, para que no se vea que en esta ciudad se cometió tan feroz crimen o que no fue castigado. Tampoco hablaré de la ruina de tu fortuna, de que estás amenazado para los próximos idus»; Cicerón, Oratio in Catilinam Prima, 14).

## En el debate político
Su uso es particularmente intenso en el debate político. Es un recurso habitual en la retórica erística, en la que se emplea para subrayar la negatividad de algunas propiedades del oponente al destacar que no se tratará de ellas, implicando además que no es necesario hacerlo para obtener la razón en la contienda, y que el hablante es lo suficientemente condescendiente para no hacerlo.

### Ejemplo
- No entraré a valorar ahora la desastrosa gestión de su gabinete.

## En lenguaje jurídico
En el lenguaje jurídico, se habla de preterición para referirse al olvido de herederos en una disposición testamentaria. La preterición de herederos tiene diferentes efectos, dependiendo si el «olvido» ha sido intencionado o no.